# Paris-Roubaix 1906
La 11e édition de la course cycliste Paris-Roubaix a eu lieu le 15 avril 1906 et a été remportée par le Français Henri Cornet. Il s'imposa lors d'un sprint final sur le vélodrome face à Marcel Cadolle.  L'épreuve comptait 270 kilomètres.

## Classement final
|    | Cycliste              | Équipe       | Temps           |
| -- | --------------------- | ------------ | --------------- |
| 1  | Henri Cornet          | -            | 9 h 59 min 30 s |
| 2  | Marcel Cadolle        | Alcyon       | m.t.            |
| 3  | René Pottier          | -            |                 |
| 4  | Louis Trousselier     | Peugeot      |                 |
| 5  | César Garin           | La Française |                 |
| 6  | Hippolyte Aucouturier | Alcyon       |                 |
| 7  | Georges Passerieu     | Peugeot      |                 |
| 8  | Marceau Narcy         | -            |                 |
| 9  | Émile Georget         | -            |                 |
| 10 | Sain                  | -            |                 |